# Bouquetin ibérique
Pour les autres espèces de bouquetins, voir Bouquetin.
Capra pyrenaica · Bouquetin d'Espagne
Espèce
Statut de conservation UICN

 LC  : Préoccupation mineure
 Capra pyrenaica 
Statut de conservation UICN

 CD  : Dépendant de la conservation
(appellation d’avant 2001)
 Capra pyrenaica hispanica 
Statut de conservation UICN

 EX  : Éteint
 Capra pyrenaica pyrenaica 
Statut de conservation UICN

 LC  : Préoccupation mineure
 Capra pyrenaica victoriae 
Le Bouquetin ibérique ou Bouquetin d'Espagne, (Capra pyrenaica), est une espèces de mammifère de la famille des Bovidés. Cette espèce fait partie du genre Capra comme la chèvre domestique, et est particulièrement proche du bouquetin des Alpes (Capra ibex).
La population est estimée en 2020 à plus de 100 000 individus, en forte augmentation depuis 45 ans.

## Caractéristiques
De grandes cornes en forme de lyre chez les mâles, appelés boucs, et une robe souvent soulignée de noir (dos, pattes) font partie de ses caractéristiques les plus reconnaissables. Le dimorphisme sexuel est très marqué puisque les femelles, appelées étagnes, possèdent des cornes plus droites et ne dépassant pas les 25 cm.

## Répartition et habitat

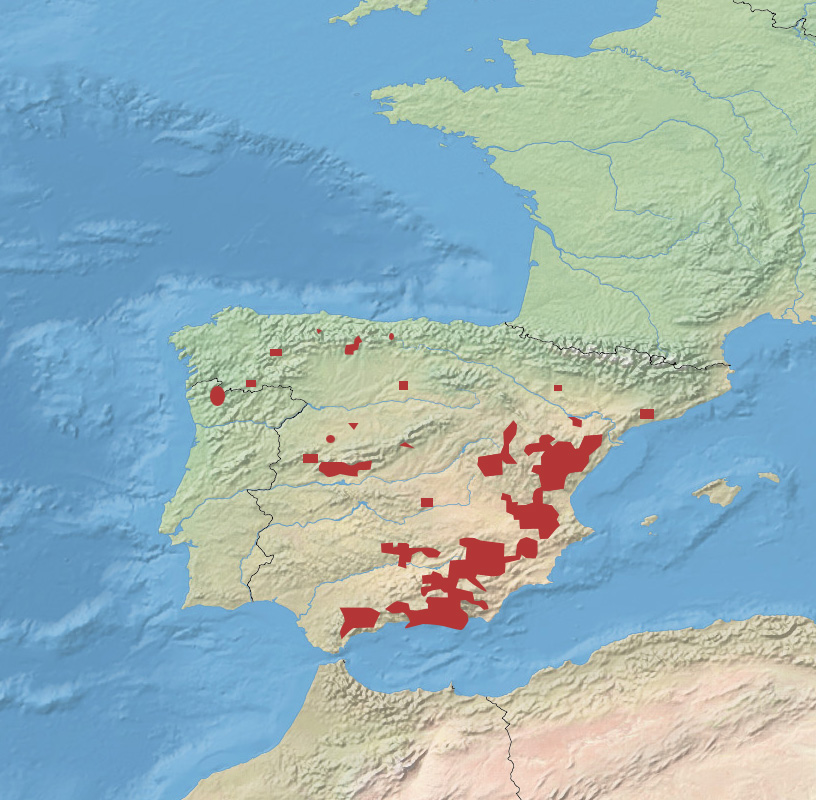
Distribution du Bouquetin d'Espagne en 2010.

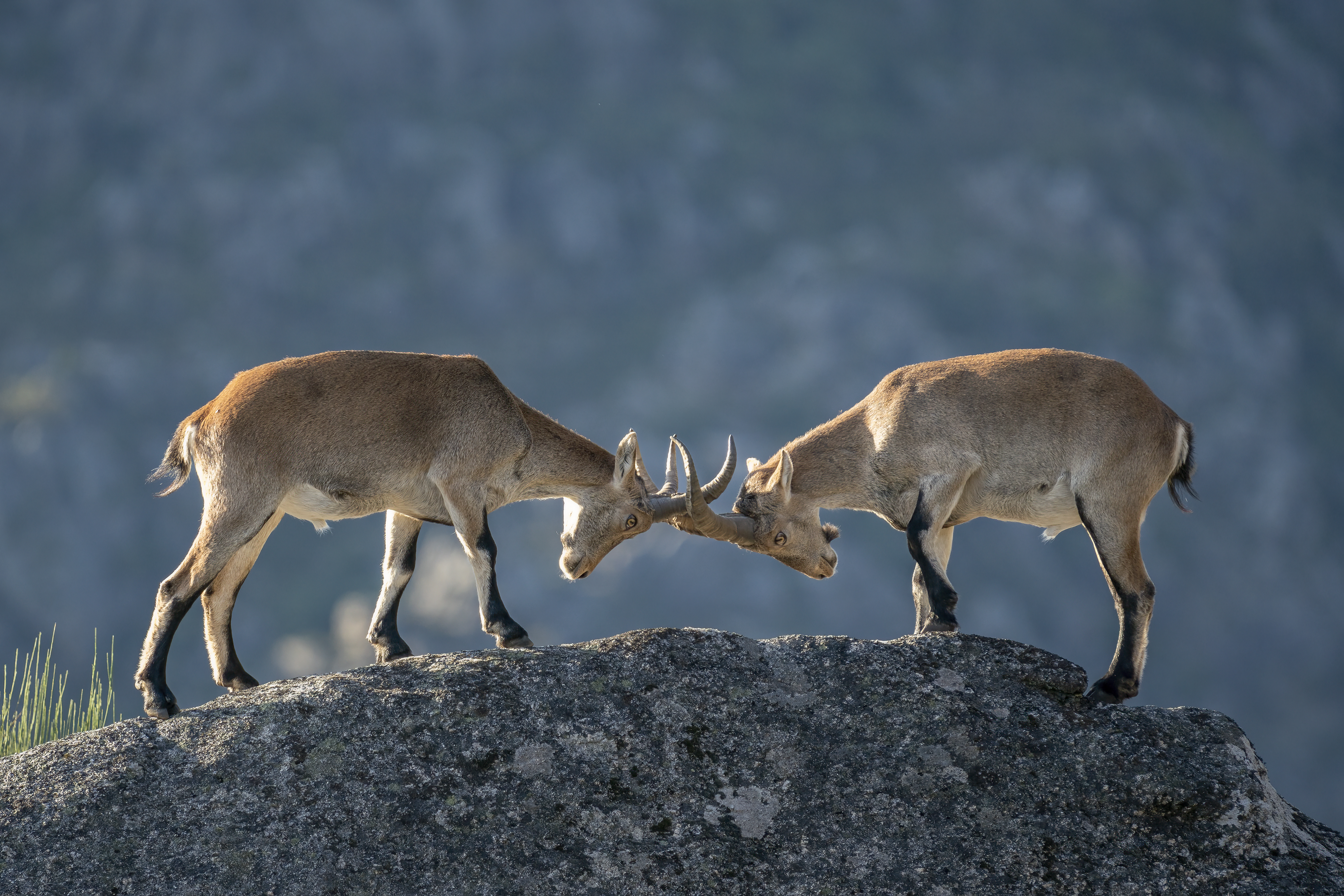
Deux bouquetins ibériques se rencontrent dans le parc national de Peneda-Gerês. Septembre 2021.

Anciennement présent sur le versant français des Pyrénées, en Andorre, en Espagne et au Portugal, le bouquetin ibérique subsiste de nos jours en Espagne et au nord du Portugal,. Les populations de cette espèce occupent des habitats très variés, tous caractérisés par la présence d'escarpements rocheux : depuis le bord de mer en Andalousie, à moins de 200 m d'altitude, jusqu'aux plus hautes montagnes de la péninsule à plus de 3 000 m d’altitude (Sierra Nevada, Sierra de Gredos). C'est que si les différentes populations sont aujourd'hui isolées, elles formaient un continuum relatif par le passé.

## Menaces et conservation
Parmi les quatre sous-espèces, deux ont disparu. Capra pyrenaica ssp. lusitanica a disparu au cours du XIXe siècle et Capra pyrenaica ssp. pyrenaica a disparu des Pyrénées à la fin du XXe siècle peut-être à cause de la surexploitation cynégétique, de la compétition avec d’autres ongulés sauvages ou domestiques ou aussi du fait de conditions adverses liées au climat ou aux parasites. Le dernier bouquetin des Pyrénées connu, une femelle, a été retrouvé mort le 6 janvier 2000, le crâne fracassé par la chute d'un arbre,. Un nombre restreint de bouquetins de cette sous-espèce a en effet survécu dans le parc national d'Ordesa y Monte Perdido (versant espagnol des Pyrénées), dont la création en 1918 devait justement les sauvegarder.
En 2002, la population totale de la péninsule ibérique était estimée à 50 000 individus, soit une très forte augmentation depuis le début des années 1990, quand la population était estimée à 7 900 individus. Cette augmentation perdure les années suivantes pour une population estimée à plus de 100 000 têtes en 2020.

### Réintroduction dans les Pyrénées françaises
Depuis le 15 septembre 2012, Capra pyrenaica est protégé en France, d'où il avait disparu en 1910, en vue de sa réintroduction. Ainsi, du 10 juillet au 10 octobre 2014, ont été effectués à Cauterets dans le Parc national des Pyrénées et au cirque de Cagateille à Ustou dans le Parc naturel régional des Pyrénées ariégeoises, 5 lâchers de bouquetins provenant de La Pedriza dans le Parc national de la Sierra de Guadarrama près de Madrid, avec un total de 42 individus, dont 19 femelles,.
En 2019, environ 300 individus se développent sur les pentes des Pyrénées dont 140 en Ariège. En 2022, 335 bouquetins sont recensés sur le territoire du parc national des Pyrénées (Luz-Gavarnie, vallée de Cauterets, vallée d’Aspe), et ce chiffre pourrait doubler d’ici à cinq ans.

## Liste des sous-espèces
- C. pyrenaica lusitanica ; † (1892)
- C. pyrenaica pyrenaica ; † (2000) (bouquetin des Pyrénées)
- C. pyrenaica hispanica
- C. pyrenaica victoriae